# 朝井まかて
朝井 まかて（あさい まかて、1959年8月15日 - ）は、日本の小説家。大阪府羽曳野市生まれ。大阪市在住。ペンネームは沖縄県出身の祖母、新里マカテの名に由来する。

## 略歴
甲南女子大学文学部国文学科卒業。
広告制作会社でコピーライターとして勤務し、結婚とともに退職して企画制作会社「あんばい房」を設立。
2006年より大阪文学学校で学ぶ。2008年に文学学校の文芸誌「樹林」(通称在特)2006年12月号に本名名義で掲載されたものを改良した『実さえ花さえ』（応募時のタイトルは『実さえ花さえ、その葉さえ』）で小説現代長編新人賞の奨励賞を受賞し小説家デビュー。
数々の名作を出版した功績を称え、2018年に大阪府庁にて大阪文化賞を受賞している。
2023年に盛岡劇場で行われた「盛岡文士劇」に出演した。

## 人物
人生を変えた一冊として、ユクスキュル / クリサート著『生物から見た世界』を挙げている。人間や動物のものの見方、つかみ取り方を相対化する点が、小説執筆に通じることがあるという。
琉球王国に仕えてきた家柄の曾祖父は琉球処分で禄を没収された。
「まかて」の由来は「分かるものなら知りたい」
沖縄については「薩摩にやられっぱなしだったのかな、とも思うと悔しい。」

## 受賞歴
太字は受賞
- 2008年 -『実さえ花さえ、この葉さえ』第3回小説現代長編新人賞（奨励賞）受賞
- 2013年 -『恋歌』第3回本屋が選ぶ時代小説大賞受賞
- 2014年 -『恋歌』第150回直木三十五賞受賞
- 2014年 -『恋歌』第1回高校生直木賞候補
- 2014年 -『阿蘭陀西鶴』第31回織田作之助賞受賞
- 2015年 -『先生のお庭番』第1回徳間文庫大賞（定番部門）受賞
- 2015年 -『すかたん』第3回大阪ほんま本大賞受賞
- 2015年 -『御松茸騒動』第21回中山義秀文学賞候補
- 2016年 -『藪医 ふらここ堂』第5回日本医療小説大賞候補
- 2016年 -『眩』第22回中山義秀文学賞受賞
- 2017年 -『福袋』第11回舟橋聖一文学賞受賞
- 2018年 -『雲上雲下』第13回中央公論文芸賞受賞
- 2018年 -『悪玉伝』第22回司馬遼太郎賞受賞
- 2018年 -大阪文化賞 (文学）受賞
- 2020年 -『グッドバイ』第11回親鸞賞受賞
- 2021年 -『類』第71回芸術選奨文部科学大臣賞受賞[11]
- 2021年 -『類』第34回柴田錬三郎賞受賞

## 作品リスト

### 長編小説
- 実さえ花さえ（2008年10月 講談社）
  - 【改題】花競べ 向嶋なずな屋繁盛記（2011年 講談社文庫）
- ちゃんちゃら（2010年9月 講談社 / 2012年 講談社文庫）
- すかたん（2012年1月 講談社 / 2014年 講談社文庫）
- 先生のお庭番（2012年8月 徳間書店 / 2014年6月 徳間文庫） - シーボルトの庭師を描く
- ぬけまいる（2012年10月 講談社 / 2014年12月 講談社文庫）
- 恋歌（2013年8月 講談社 / 2015年10月 講談社文庫） - 中島歌子を描く
- 阿蘭陀西鶴（2014年9月 講談社 / 2016年11月 講談社文庫）
- 御松茸（おまったけ）騒動（2014年12月 徳間書店 / 2017年9月 徳間文庫）
- 藪医ふらここ堂（2015年8月 講談社 / 2017年11月 講談社文庫）
- 眩（くらら）（2016年3月 新潮社 / 2018年10月 新潮文庫） - 葛飾応為を描く
- 最悪の将軍（2016年9月 集英社 / 2019年10月 集英社文庫） - 徳川綱吉を描く
- 残り者（2016年5月 双葉社 / 2019年6月 双葉文庫）
- 落陽（2016年7月 祥伝社  / 2019年4月 祥伝社文庫） - 明治神宮を描く
- 銀の猫（2017年1月 文藝春秋 / 2020年3月 文春文庫）
- 福袋（2017年6月 講談社 / 2019年7月 講談社文庫）
- 雲上雲下（2018年2月 徳間書店 / 2021年3月 徳間文庫）
- 悪玉伝（2018年7月 KADOKAWA / 2020年12月 角川文庫） - 辰巳屋一件を描く
- 落花狼藉（2019年8月 双葉社） - 吉原遊郭を描く
- グッドバイ（2019年11月 朝日新聞出版） - 大浦慶を描く
- 輪舞曲（ロンド）（2020年4月 新潮社） -伊沢蘭奢を描く
- 類（2020年8月 集英社） - 森類を描く
- 白光（2021年7月 文藝春秋） - 山下りんを描く
- ボタニカ（2022年1月 祥伝社） - 牧野富太郎を描く
- 朝星夜星（2023年2月PHP研究所） - 草野丈吉（自由亭）を描く
- 秘密の花園（2024年1月、日本経済新聞出版） - 曲亭馬琴を描く

### 短編小説
- 「紛者」（『時代小説ザ・ベスト ２０１６』〈2016年6月集英社文庫〉収録）
- 「妻の一分」（『決戦! 忠臣蔵』〈2017年3月 講談社〉収録）
- 「春天」（『時代小説ザ・ベスト ２０１９』〈2019年6月集英社文庫〉収録）
- 「ボタニカ」（『小説NON』2020年3月号 掲載）
- 「ぞっこん」（『もののけ〈怪異〉時代小説傑作選』〈2020年3月PHP文芸文庫〉収録）
- 「晴れ湯」（『商売繁盛 時代小説アンソロジー』〈2020年11月角川文庫〉収録）
- 「駄々丸」（『いのち 朝日文庫時代小説アンソロジー』〈2021年3月朝日文庫〉収録）

### 未書籍化作品・インタビュー等
•完成の時、まるで奇跡(しんぶん赤旗日曜版2017年07月16日号)
•権力への忖度、官僚の告発(しんぶん赤旗日曜版2018年09月09日号)
•「身のほど知らず」　2023年1月　オール読み物収録）

## 出演

### 舞台
- なにげに文士劇2024 旗揚げ公演『放課後』（2024年11月16日、サンケイホールブリーゼ） - 校務員のバンさん 役[12]